# Bolanusoides pahlawan
Bolanusoides pahlawan är en insektsart som beskrevs av Irena Dworakowska 1993. Bolanusoides pahlawan ingår i släktet Bolanusoides och familjen dvärgstritar. Inga underarter finns listade i Catalogue of Life.